# Nyamuhondo
Nyamuhondo är ett vattendrag i Burundi.   Det ligger i provinsen Rutana, i den centrala delen av landet, 110 km sydost om huvudstaden Bujumbura.
I omgivningarna runt Nyamuhondo växer huvudsakligen savannskog. Runt Nyamuhondo är det ganska tätbefolkat, med 80 invånare per kvadratkilometer.